# Espresso (Sabrina Carpenter)
Espresso is een nummer van de Amerikaanse zangeres Sabrina Carpenter uit 2024. Het is de eerste single van haar zesde studioalbum Short n' Sweet.
In "Espresso" zingt Carpenter over een jongen die verliefd op haar is en elke nacht wakker ligt, doordat hij niet kan stoppen met aan haar te denken. Ze vergelijkt zichzelf met een shot espresso waaraan veel mensen verslaafd raken. Daarnaast gaat het nummer over Carpenters vriend en hoe hij haar leven heeft veranderd. De toon van het nummer is charmant en humoristisch bedoeld, met regels als "I'm working late 'cause I'm a singer" en "I know I Mountain Dew it for ya". Naast een verwijzing naar Mountain Dew en de espresso wordt in de tekst ook verwezen naar de Nintendo Switch.
"Espresso" leverde Carpenter een hit op, met top 10- en nummer 1-noteringen in diverse landen. Het nummer bereikte de 4e positie zowel in de Amerikaanse Billboard Hot 100 als de Nederlandse Top 40. In de Vlaamse Ultratop 50 kwam het tot de 9e positie.

## Tracklijst
Muziekdownload
1. "Espresso" - 2:55

## Hitlijsten

### Ultratop 50 Vlaanderen
| Positie: | 26 | 19 | 12 | 15 | 11 | 9  | 7  | 4   | 1  | 3  | 2  | 5  | 4  | 4  | 5  | 9  | 9  | 5  |
| Week:    | 19 | 20 | 21 | 22 | 23 | 24 | 25 | 26  | 27 | 28 | 29 | 30 | 31 | 32 | 33 | 34 | 35 | 36 |
| Positie: | 8  | 6  | 7  | 10 | 12 | 15 | 15 | 11  | 24 | 12 | 25 | 21 | 22 | 19 | 35 | 24 | 10 | 19 |
| Week:    | 37 | 38 | 39 | 40 | 41 | 42 | 43 |     |    |    |    |    |    |    |    |    |    |    |
| Positie: | 16 | 18 | 31 | 29 | 22 | 36 | 24 | uit |    |    |    |    |    |    |    |    |    |    |

### NPO Radio 2 Top 2000
Espresso stond in 2024 voor het eerst in de NPO Radio 2 Top 2000, op plek 1346.